# オカモト
オカモト株式会社は日本の化成品メーカー。産業用製品事業と生活用品事業の二本柱を事業に持つ。

## 会社概要
生活用品としてコンドーム、使い捨てカイロ、プラスチック手袋、食品包装用ラップのほか、トクヤマ（旧：徳山曹達）の子会社であったトクヤマホームプロダクツから事業を譲受した水とりぞうさんブランドの除湿剤、ナガオカから事業を譲受したインピレスブランドの殺虫剤などを生産する。
一方、産業用製品ではビニールハウス用のフィルム材、壁装材や作業用の粘着テープ、業務用ラップなどを生産する。そしてレザーにおいては、世界No.1の技術力を持つ。車輌内装材・家具用・工業用・その他何にでも対応できる、オカモトTPU「プリオール」（ウレタンレザー）は、新素材として注目される。
かつて川崎球場の外野スタンドにオカモトの看板があった。
1970年代頃の日本の薬局の軒下看板に「OKサインはスキンレス」というコピーの同社看板があり、親指と人差し指で輪を作った手の形がイラストで描かれていた。このマークはスポンサーになっていた、日産・スカイラインGT-R（通称ハコスカ）のレーシングカーにも描かれていた。石橋正二郎に可愛がられていた海老原勝（旧プリンス販売に入社し日産プリンス自動車販売営業社員をしていたが退職し当時は中古車販売店を経営していた）の紹介によって実現したものである。
1973年12月 - 翌年3月のプロボウリング男子日本リーグ発足大会において、岡本理研アポロズは、読売ビッグハンズ、阪神ジャガーズなど強豪を相手に見事に優勝をとげた。
芙蓉グループに属しており芙蓉懇談会の会員企業である。

## 沿革
- 1934年（昭和9年）
  - 1月 - 日本ゴム工業株式会社設立。雨合羽やゴム引布の生産を行う。
  - 2月 - 岡本ゴム工業所がラテックスによるコンドーム製造を行う。
- 1949年（昭和24年） - 東京証券取引所上場。
- 1958年（昭和33年） - 日本ゴム工業株式会社が理研ゴム株式会社と合併、日本理研ゴム株式会社に商号変更。
- 1961年（昭和36年） - 東京証券取引所第一部指定。
- 1968年（昭和43年） - 岡本ゴム株式会社と合併、岡本理研ゴム株式会社に商号変更。
- 1976年（昭和51年） - ゼブラケンコー自転車株式会社と合併、サイクル事業部を設立。
- 1985年（昭和60年） - オカモト株式会社に商号変更。同年12月、英リーボックと業務提携し、リーボックジャパンを設立。
- 1989年（平成元年） - 仏ミシュランとの合弁、ミシュランオカモトタイヤ株式会社を設立。
- 1997年（平成9年） - 同じ衛生用品メーカーであるジェクスとの合弁で、ベビー事業のチュチュベビーを設立。
- 1998年（平成10年） - タイ子会社（SIAM OKAMOTO Co., LTD.）設立。
- 1999年（平成11年） - タイ子会社（APOLLOTEX CO., LTD.（現Okamoto Manufacturing(Thailand)Co.,Ltd.））設立。
- 2000年（平成12年） - 英リーボックとの提携を解消。仏ミシュランとの提携を解消、ミシュランオカモトタイヤ株式会社の株式を売却し自動車用タイヤから撤退。
- 2001年（平成13年） - 株式会社ユニオン・ロイヤルを子会社化。
- 2002年（平成14年） - 子会社のオカモトメディカルの営業を譲受。またオカモトフットウェアを吸収合併。三宝樹脂工業株式会社と塩ビフィルム事業で技術提携。
- 2004年（平成16年） - 株式会社トクヤマホームプロダクツから除湿剤（水とりぞうさん）事業を譲受。タイ子会社（OKAMOTO RUBBER PRODUCTS Co., LTD.）設立。ベトナム子会社（OKAMOTO VIETNAM Co., LTD.）設立。世界長株式會社を子会社化。三宝樹脂工業株式会社の化粧フィルム製造販売部門を会社分割により承継。
- 2005年（平成17年） - イチジク製薬を子会社化。昭和電工プラスチックプロダクツ株式会社の積層フィルム（アロマーフィルム）事業を譲受。
- 2006年（平成18年） - インピレスブランドで知られたナガオカのゴキブリ駆除剤、入浴剤事業を譲受、日用品部門の拡大を行う。中国子会社（岡本貿易（深圳）有限公司）設立。
- 2007年（平成19年） - 3月にシューズ販売事業を子会社の世界長（現・世界長ユニオン）に統合。昭和電工プラスチックプロダクツ株式会社の食品用脱水・吸水シート（ピチット）事業を譲受。ベトナム子会社（VINA OKAMOTO Co., LTD.）設立。米国子会社（OKAMOTO SANDUSKY Manufacturing L.L.C.）設立。
- 2009年（平成21年） - 牛久物流センター（茨城県牛久市）を開設。
- 2010年（平成22年） - 世界長（株）と（株）ユニオン・ロイヤルが合併（世界長ユニオン株式會社）。
- 2012年（平成24年） - 岡山物流センター（岡山県勝田郡奈義町）を開設。船堀ゴム株式会社を子会社化。
- 2013年（平成25年） - 中国子会社（広東岡本衛生科技有限公司）設立。（株）岡本ソーイングが商号変更（「シューテックオカモト株式会社」）。太陽光発電による売電事業を開始。
- 2017年（平成29年） - 理研コランダム株式会社を子会社化。
- 2018年（平成30年） - つくば工場（茨城県牛久市）開設。
- 2020年（令和2年） - オカモト環境開発株式会社を設立。
- 2023年（令和5年） - 完全子会社の世界長ユニオン株式會社を吸収合併（4月1日付）[2]。

## 主な商品

### 生活用品
- コンドーム
- その他衛生用品（潤滑ゼリー、ボディローション、使い切りビデ、水枕、氷嚢、濃縮酸素）
- 使い捨てカイロ（温楽、快温くん など）
- 除湿剤（水とりぞうさん） - 旧トクヤマの代表的製品。シェア全国有数
- 福祉用品（簡易浴槽、洗髪器など）
- 長靴、レインウェア
- シューズ（スニーカー「パンサー」、コンフォートシューズ「ドクターアッシー」など、世界長ユニオンが販売）
- 殺虫剤（ナガオカのインピレスブランドを譲受。看板商品だったホウ酸団子のみ販売）
- 食品用脱水シート（ピチット）
- その他各種粘着テープ、プラスチック手袋など

### 産業用品
- プラスチックフィルム
- ビニールハウス用フィルム
- ビニールレザー（車輌内装表皮材、オートバイシート表皮材、椅子張り用、アコーデオンドア用、作業服など）
- プリオール（TPUレザー）（車輌内装表皮材、椅子張り表皮材、工業用ターポリン、インクジェット対応レザー・ターポリンなど）
- 壁装材
- 業務用ラップ
- 工業用テープ
- メディカル用品（グローブ、シューズなど）
- 作業用手袋

ほか

### かつて生産・販売していた製品
- 学童用キャラクターシューズ（鉄腕アトム、リボンの騎士、ジャングル大帝、ビッグX、バンパイヤ、および鉄人２８号など、ブランド名：アポロ、日本理研ゴム株式会社より）
- 自転車（ブランド名：ゼブラ号、光風ケンコー号、ゼブラケンコー自転車株式会社より）
- ボウリング用ボール（ブランド名：ブラック・ウルフ）
- 自動車用タイヤ（ブランド名：RIKEN（ライケン）/リケン）
- ゴムボート（ブランド名：APOLLO)
- テント、タープ（ブランド名：APOLLO)
- 雪道用ゴムチェーン（ブランド名：サイルチェーン、シェア全国有数）
- 入浴剤（バスソフト。ナガオカから譲受していた）

## 生産拠点
- 静岡工場（榛原郡吉田町）
- 茨城工場（龍ケ崎市）
- 福島工場（いわき市）
- つくば工場（茨城県牛久市）

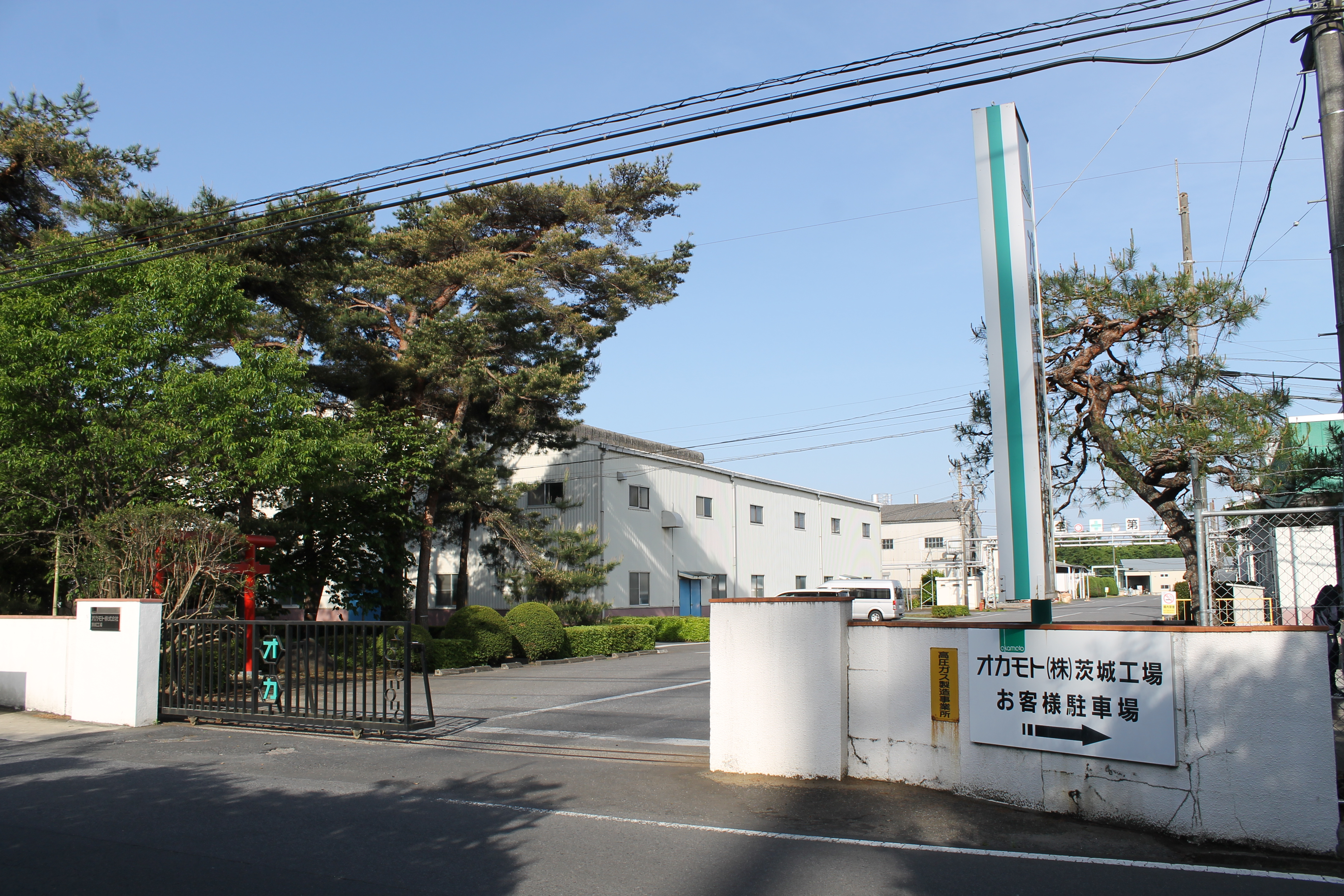
茨城工場

旧・群馬工場（群馬県太田市）はかつて提携関係にあった日本ミシュランの工場になっていたが現在は日本ミシュランタイヤの研究施設となっている。また、米国・タイ・ベトナム・中華人民共和国にも現地生産会社を設立している。

## 関連会社
- オカモト化成品株式会社
- オカモト通商株式会社
- シューテックオカモト株式会社
- イチジク製薬株式会社
- 世界長ユニオン株式會社  - 2023年4月1日にオカモトに吸収合併され消滅[2]。かつての「世界長株式会社」。
- 理研コランダム株式会社
- ヒルソン・デック株式会社
- 船堀ゴム株式会社
- 森川産業株式会社